# Йейтс, Рон
Рональд Йейтс (англ. Ronald Yeats; 15 ноября 1937, Абердин — 6 сентября 2024, Ливерпуль, Северо-Западная Англия) — шотландский футболист и футбольный функционер, играл на позиции центрального защитника.

## Биография

### Игровая карьера
Йейтс начинал карьеру в Шотландии, играя за «Данди Юнайтед», команду Второго дивизиона Шотландской лиги. После назначения главным тренером «Данди Юнайтед» Джерри Керра клуб начал прогрессировать и в 1960 году вернулся в элитный дивизион шотландского футбола. Отыграв один сезон в Высшем дивизионе за «внушающих страх» Йейтс покинул Шотландию.
В 1961 году Йейтс перешёл в «Ливерпуль», который в те годы тренировал Билл Шенкли. Высокий рост шотландского защитника поразил главного тренера «красных» и во время представления игрока Шенкли сказал: «Обойдите его вокруг. Он колосс». После перехода он в первом же матче стал капитаном «Ливерпуля». В сезоне 1961/62 «Ливерпуль» вернулся в элитный дивизион, а в том сезоне Йейтс сыграл за «красных» 41 матч.
В сезоне 1963/64 «Ливерпуль» выиграл шестой в истории клуба чемпионский титул, опередив «Манчестер Юнайтед» на 4 очка. В следующем сезоне «красные» выиграли Кубок Англии после победы в финале над «Лидс Юнайтед» со счётом 2:1 в дополнительное время. Йейтс получил трофей из рук королевы Елизаветы II. В следующем сезоне «Ливерпуль» вновь выиграл чемпионский титул и он стал вторым в карьере Йейтса. В последующие четыре сезона Йейтс продолжил играть за «Ливерпуль», но «красные» больше не выигрывали трофеев. Всего за «Ливерпуль» Йейтс сыграл 454 матча во всех турнирах, что является 22-м показателем в истории клуба.
В 1971 году перешёл в «Транмир Роверс», в котором также был и играющим тренером на протяжении трёх сезонов. В последующие годы играл за несколько команд и в 1978 году окончательно ушёл из футбола.

### Скаут
В 1986 году Йейтс вернулся в «Ливерпуль» на должность главного скаута, которую занимал в течение 20 лет. Среди ряда известных футболистов, которые играли за «красных» был центральный защитник Сами Хююпия, которого сравнивали с Йейтсом.

### Смерть
Скончался 6 сентября 2024 года в Ливерпуле в возрасте 86 лет после продолжительной борьбы с болезнью Альцгеймера.

## Достижения
«Ливерпуль»
- Чемпион Первого дивизиона (2) : 1963/64, 1965/66
- Обладатель Кубка Англии (1) : 1965
- Обладатель Суперкубка Англии (3) : 1964, 1965, 1966